# Comicopera
Comicopera è un album di rock progressivo del cantante e polistrumentista inglese Robert Wyatt, pubblicato nel 2007 dalla Domino Records. Esce a distanza di quattro anni dal precedente Cuckooland, durante i quali Wyatt collabora occasionalmente nei dischi di altri musicisti.
L'accoglienza della critica è favorevole, e l'album occupa il primo posto nella classifica dei migliori dischi del 2007 della rivista specializzata inglese The Wire.
Malgrado la sua fuoriuscita dal Partito Comunista di Gran Bretagna risalga a quasi vent'anni prima, Wyatt continua l'impegno politico e Comicopera è uno dei dischi in cui si fanno più drammatiche le sue denunce al sistema, in particolare a quello anglo-americano.

## Il disco
Al contrario degli album precedenti, dove la maggior parte delle tracce venivano registrate sovraincidendo gli strumenti che ogni musicista suonava da solo, in questo lavoro Wyatt riscopre il sapore di registrare suonando assieme agli altri. Tra i 18 musicisti che lo accompagnano vi sono Brian Eno, Annie Whitehead, Paul Weller e Phil Manzanera, già presenti negli ultimi lavori di Wyatt. L'album segna inoltre il ritorno alla collaborazione con Dave Sinclair, che suona il piano in "A.W.O.L.", con cui non aveva più inciso niente dai tempi dei Matching Mole, nei primi anni settanta.
Con quest'opera l'artista esegue una sorta di autoritratto strutturato in tre atti:
- Act One: Lost in Noise, 5 brani dei quali 3 scritti con la moglie Alfreda Benge. Questa prima parte del disco è composta soprattutto da canzoni d'amore e di ricerca introspettiva, eseguite in uno stile simile a quello di Rock Bottom, il suo capolavoro del 1974.[6] Di particolare rilievo il duetto vocale con la cantante brasiliana Monica Vasconcelos in "Just as You Are"[3]
- Act Two: The Here and the Now, è la parte dell'album dove i proclami politici sono più incisivi. Condanna i religiosi per l'abitudine di inculcare le loro idee ai fedeli, i soldati soddisfatti per un'azione militare di successo ed i responsabili dell'entrata in guerra. Nell'ultima canzone dell'atto, "Out of the Blue", si mette nei panni di chi subisce i bombardamenti, e le ultime parole cantate in inglese nell'album sono: "...avete piantato il vostro odio eterno nel mio cuore."[3]
- Act Three: Away With the Fairies, nel terzo atto, Wyatt canta in italiano ed in spagnolo per protestare contro gli anglo-americani, i cui leader sono secondo lui i maggiori responsabili del progressivo abbrutimento del mondo.[3] L'album si chiude con "Hasta Siempre Comandante", un omaggio a Che Guevara, l'eroe della rivoluzione cubana.

15 delle 16 tracce del disco vengono registrate nello studio Gallery di Phil Manzanera nella west London. Parte dell'apporto di Wyatt viene registrata nell'attrezzata casa del musicista, a Louth (Lincolnshire). L'ultimo brano, "Hasta Siempre Comandante", viene registrato nel Movin' Studio di Padova e vede la collaborazione del sassofonista Maurizio Camardi, del bassista Alessandro Fedrigo, del batterista Gianni Bertoncini, del tastierista Alfonso Santimone e del percussionista Paolo Vidaich.
Altro omaggio all'Italia è l'interpretazione in italiano del brano dei C.S.I. "Del Mondo", tratto dal disco Ko de mondo.
È il primo album che Wyatt registra per la etichetta discografica indipendente inglese Domino Records. Esce l'8 ottobre 2007, sia in versione CD (WIGCD202) che in versione doppio LP (WIGLP202). Nella versione in vinile, ognuno dei tre atti che compongono il disco occupa una facciata, mentre nella quarta è incisa una poesia.
La moglie di Wyatt, l'artista Alfreda Benge, collabora alla realizzazione del disco componendo 5 brani e disegnando la copertina.

## Tracce
Act One: Lost in Noise
1. "Stay Tuned" (Anja Garbarek) – 3:49
2. "Just as You Are" (Alfreda Benge, Wyatt) – 4:21
3. "You You" (Alfreda Benge, Wyatt) – 4:22
4. "A.W.O.L." (Alfreda Benge, Wyatt) – 2:56
5. "Anachronist" (Wyatt) – 3:28

Act Two: The Here and the Now
1. "A Beautiful Peace" (Wyatt, Brian Eno) – 2:27
2. "Be Serious" (Wyatt) – 2:56
3. "On the Town Square" (Wyatt) – 5:26
4. "Mob Rule" (Wyatt) – 2:16
5. "A Beautiful War" (Wyatt, Brian Eno) – 2:40
6. "Out of the Blue" (Alfreda Benge, Wyatt) – 3:41

Act Three: Away With the Fairies
1. "Del Mondo" (Giovanni Lindo Ferretti, Massimo Zamboni, Gianni Maroccolo, Francesco Magnelli, Giorgio Canali) – 3:29
2. "Cancion de Julieta" (Federico García Lorca, Wyatt) – 7:32
3. "Pastafari" (Orphy Robinson) – 4:37
4. "Fragment" (Alfreda Benge, Wyatt) – 1:38
5. "Hasta Siempre Comandante" (Carlos Puebla) – 4:37

## Musicisti
- Robert Wyatt – voce (tutti i brani eccetto l'8 ed il 14), pianoforte (brani 1, 2, 10), percussioni (1, 2, 4, 5, 7, 8, 10, 13, 15), tastiere (3, 5, 8, 9, 11, 12, 13, 15), tromba (1, 4, 13), cornetta (3, 5, 8), vecchio metronomo (4), effetti speciali (14), chitarra (6), karenotron (10, 16), enotron (11), monicatron (16)[9]
- Brian Eno – tastiere (1), effetti speciali (1)
- Seaming To – voce (1), clarinetto(1)
- Annie Whitehead – trombone (1, 3, 5), bombardino baritono (4)
- Yaron Stavi – contrabbasso suonato con l'arco (1, 2, 4, 5, 6, 7, 9, 12)
- Monica Vasconcelos – voce (2, 15)
- Paul Weller – chitarra (2, 7)
- Gilad Atzmon – sassofoni (3, 5, 8), clarinetto (3)
- Jamie Johnson – basso (3), effetti speciali (14)
- Dave Sinclair – pianoforte (4)
- Phil Manzanera – chitarra (6)
- Del Bartle – chitarra (8)
- Orphy Robinson – steel drum (8), vibrafono (14)
- Chucho Merchan – contrabbasso suonato con l'arco (13)
- Maurizio Camardi – sassofoni (16)
- Alfonso Santimone – pianoforte, tastiere (16)
- Alessandro Fedrigo – basso (16)
- Paolo Vidaich – percussioni (16)
- Gianni Bertoncini – batteria (16)